# محسن محيي الدين
محسن محي الدين (1 نوفمبر 1959 -)، ممثل مصري.

## عن حياته
تخرج من معهد السينما قسم الإخراج، تزوج من الفنانة نسرين، اكتشفه يوسف شاهين ودخل مباشرة لأدوار البطولة.
أخرج فيلما شباب على كف عفريت عام 1990، غير أنه فاجأ الوسط الفني باعتزاله وزوجته الممثلة نسرين باعتزال الفن، إلا أنه قرر العودة مرة آخرى للمجال الفني من خلال فيلم الخطاب الأخير بعام 2013 وذلك بعد اعتزال دام 23 عاماً.

## أعماله

### من الأفلام
- عالم عيال عيال (مع رشدي أباظة، سميرة أحمد).
- من أجل الحياة.
- أفواه وأرانب (مع فاتن حمامة، محمود ياسين).
- شفاه لاتعرف الكذب.
- الاحلة.
- إسكندرية... ليه؟.
- حدوتة مصرية.
- ليلة القبض على فاطمة (مع فاتن حمامة).
- وداعاً بونابارت.
- المذنبون الأبرياء.
- إلا أمي.
- اليوم السادس (فيلم).
- اللعب مع الشياطين - 1991.
- شباب على كف عفريت - 1990 (مع [نسرين] وأخرجه بنفسه).
- الأبالسة - 1980.
- بث مباشر - 2018
- صاحب المقام - 2020
- صابر وراضي 2020 (مع أحمد ادم)

### من المسرحيات
- سك على بناتك (مع فؤاد المهندس، شيريهان، سناء يونس.
- مين ضحك على مين

### من المسلسلات
- النهاية
- المرافعه
- زواج بلاكراه
- فرق توقيت
- قمر هادي
- طير بينا يا قلبي (مسلسل)
- اولاد عابد
- ريڤو (مسلسل)
- المداح ( عم خضر )
- ليه لأ ( الموسم الاول)

## روابط خارجية
- محسن محيي الدين على موقع IMDb (الإنجليزية)
- محسن محيي الدين على موقع الدهليز
- محسن محيي الدين على موقع قاعدة بيانات الأفلام العربية
- محسن محيي الدين على موقع قاعدة بيانات الفيلم (الإنجليزية)